# Lukas Müller (canottiere)
Lukas Müller (Wetzlar, 19 maggio 1987) è un canottiere tedesco, vincitore della medaglia d'oro nell'8 con a Londra 2012.

## Palmarès
- Giochi olimpici

Londra 2012: oro nell'8 con.
- Campionati del mondo di canottaggio

2010 - Lago Karapiro: oro nell'8 con.
2011 - Bled: oro nell'8 con.
- Campionati europei di canottaggio

2010 - Montemor-o-Velho: oro nell'8 con.